# 甘國寶
甘國寶（1709年—1776年），字繼趙，號和庵，福建福州府古田縣人，清朝武官。官至福建陸路提督。

## 生平
甘國寶出生於福建福州府古田縣二十六都（今福建省寧德市屏南縣甘棠鄉小梨洋村）。曾祖甘文亮；祖父甘元桂；父甘亨貴（？-1763），又名甘京侯。母王氏（？-1756）。次弟甘國閱；三弟甘國臣。康熙五十五年（1716年）甘國寶隨家人遷居古田縣松吉鄉長嶺村，雍正四年（1726年）再遷居福州文儒坊。
雍正十一年（1733年）癸丑科武進士。乾隆初年任右翼鎮標中營游擊，改廣東春江協副將，乾隆二十年（1755年）任貴州威寧鎮總兵，後歷任山東兗州鎮總兵、江南蘇松鎮總兵、浙江溫州鎮總兵，乾隆二十三年（1758年）調福建南澳鎮總兵，同年調福建海壇鎮總兵，乾隆二十四年（1759年）調福建臺灣鎮總兵，乾隆二十六年（1761年）升福建水師提督，乾隆三十二年（1767年）任廣東陸路提督，乾隆三十四年（1769年）任福建陸路提督。

## 家庭
夫人何氏；繼妻劉氏；側室張氏、陳氏、宋氏、許氏。有七子：長子甘維衡，陝西商州州同，娶邑庠生藍宗賢女；次子甘維棣，直隸候補州吏目，娶雲南恩安縣知縣汪任女；三子甘維榮，廣西鬱林營守備，娶國學生王廷對女；四子甘維清，聘刑部郎中沈澍女；五子甘維智，聘定海總兵林雲女；六子甘維善，聘候補郡司馬沈漳女；七子甘維平，聘乾隆四年己未科進士林學鳴女。有七女：長女適廣東督標營守府鄭得勝長男鄭傑；次女適廣東海口協副將蘇福第五子蘇學瞻；三女適廣東右翼鎮標守府翁國安長子翁鳴竹；四女適邑庠生陳映斗；五女適鄒宗泗；六女受聘劉朝寧；七女受聘謝庭堂。
福州文儒坊甘氏後裔子嗣衆多，包括甘國寶玄孫女甘珪輝（陳籙夫人）及玄孫外交部官員甘沂（字子明，又名甘君暉）等。甘國寶次弟甘國閱有五世孫海軍將領甘聯璈（字繹如，1875-1947，夫人為梁鴻志姊梁瑞珊）等。

## 繪畫
甘國寶雖為武官，喜歡作畫，擅長繪畫山水與虎。他的指畫虎描繪各種姿態之虎，或走或臥，或伏或蹲；畫幅上常署「指頭生活」。如國立歷史博物館典藏作品《虎》即為一例。此作品原是台灣日治時期《臺灣日日新報》記者兼收藏家魏清德（1887—1964）的舊藏，由其後人捐贈該館，並於2011年12月6日獲文化部指定為重要古物。魏清德曾在《臺灣日日新報》虎年新年的1926年1月4日漢文版4，為文介紹他收藏的甘國寶的《虎》:34-35。

## 戲曲
甘國寶的戲曲形象在閩臺地區流傳廣泛，相關戲曲創作包括：福州評話《甘國寶》（原名《玉持刀》）、閩劇《甘國寶》、歌仔戲《甘國寶過台灣》等。

## 遺跡
今福州市三坊七巷的文儒坊中有甘國寶故居:11。其出生地亦有小梨洋甘國寶故居。

## 外部連結
- 甘國寶 （页面存档备份，存于） 中研院史語所
- 國立歷史博物館國寶與重要古物 （页面存档备份，存于）
- 《甘國寶過臺灣》民間說唱歌冊與歌仔戲電影。 國家電影及視聽文化中心 （页面存档备份，存于）
- 國家文化資產網  虎 （页面存档备份，存于）

| 官衔          | 官衔                  | 官衔        |
| ------------- | --------------------- | ----------- |
| 前任： 黃士俊 | 台灣鎮總兵 1759年上任 | 繼任： 裴鏡 |
| 前任： 楊瑞   | 台灣鎮總兵 1766年上任 | 繼任： 王巍 |